# Al-Furqan
Al-Furqan (arabe : سُورَةُ ٱلْفُرْقَانِ, français : Le discernement) est le nom traditionnellement donné à la 25e sourate du Coran, le livre sacré de l'islam. Elle comporte 77 versets. Rédigée en arabe comme l'ensemble de l'œuvre religieuse, elle fut proclamée, selon la tradition musulmane, durant la période mecquoise.

## Origine du nom
Bien que le titre ne fasse pas directement partie du texte coranique, la tradition musulmane a donné comme nom à cette sourate Le discernement, titre du premier verset qui reprend un thème récurrent dans ce livre, à savoir que le Rappel, Al-Qur'ân, est le dernier critère de distinction entre le bien et le mal. Sa lecture et sa compréhension sont donc primordiales si l'Humanité ne veut pas s'éloigner définitivement d'Allah. Le terme furqan se trouve dans le verset 1.

## Historique
Il n'existe à ce jour pas de sources ou documents historiques permettant de s'assurer de l'ordre chronologique des sourates du Coran. Néanmoins selon une chronologie musulmane attribuée à Ǧaʿfar al-Ṣādiq (VIIIe siècle) et largement diffusée en 1924 sous l’autorité d’al-Azhar,, cette sourate occupe la 42e place. Elle aurait été proclamée pendant la période mecquoise, c'est-à-dire schématiquement durant la première partie de l'histoire de Mahomet avant de quitter La Mecque. Contestée dès le XIXe par des recherches universitaires, cette chronologie a été revue par Nöldeke,, pour qui cette sourate est la 66e.
Pour Nöldeke, cette sourate est composée de prédications de périodes différentes, les versets 4 à la fin étant plus tardifs. Pour Bell, certains passages ont fait l'objet d'additions (v.18-21, 24-26...) ou de révisions (v.1-3...). Pour Blachère, cette sourate est formée d'addition autour d'un noyau formé de la réunion de série de révélations.

## Interprétations

### Verset 1-10: Polémiques et contre-discours
Pour Azaiez, ce passage est construit en miroir selon les principes de l’analyse rhétorique. Cela permet de mettre en valeur l’énoncé central, qui est la riposte du contre-discours qui l’enserre. Dye reconnait une « ambiance psalmiste » dans le style et la phraséologie.
Le terme Furqan pose des problèmes de compréhension et peut signifier soit « salut », soit « guidance », soit « lumière ».  Pour Prégill, Furqan signifie « critère », dans le sens de ce qui peut séparer les damnés des sauvés. Pour Dye, « Le verset est suffisamment ambigu pour pouvoir désigner Mahomet ou un autre messager (par exemple Moïse) ayant antérieurement reçu une révélation. ».
Reynolds met en doute l’opposition de ce passage entre monothéisme et polythéisme. La mention de plusieurs dieux serait une exagération du Coran, comme l’accusation de mariolâtrie des chrétiens. À l’inverse, pour Tengour, ce passage doit être lu dans le contexte du milieu d’origine et pourrait illustrer « l'émergence du dieu coranique en tant que dieu Créateur et Résurrecteur ».

Texte de la sourate (Coran datant de 1874)
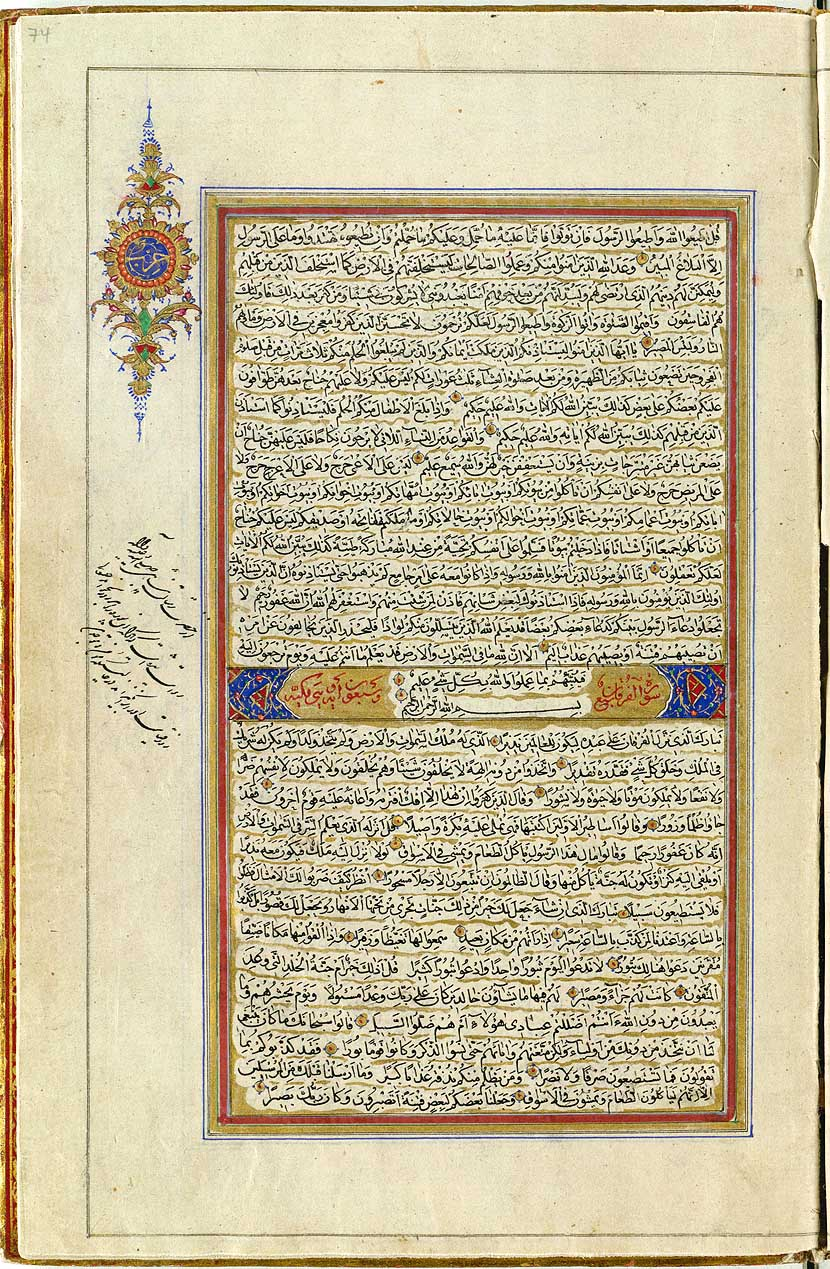
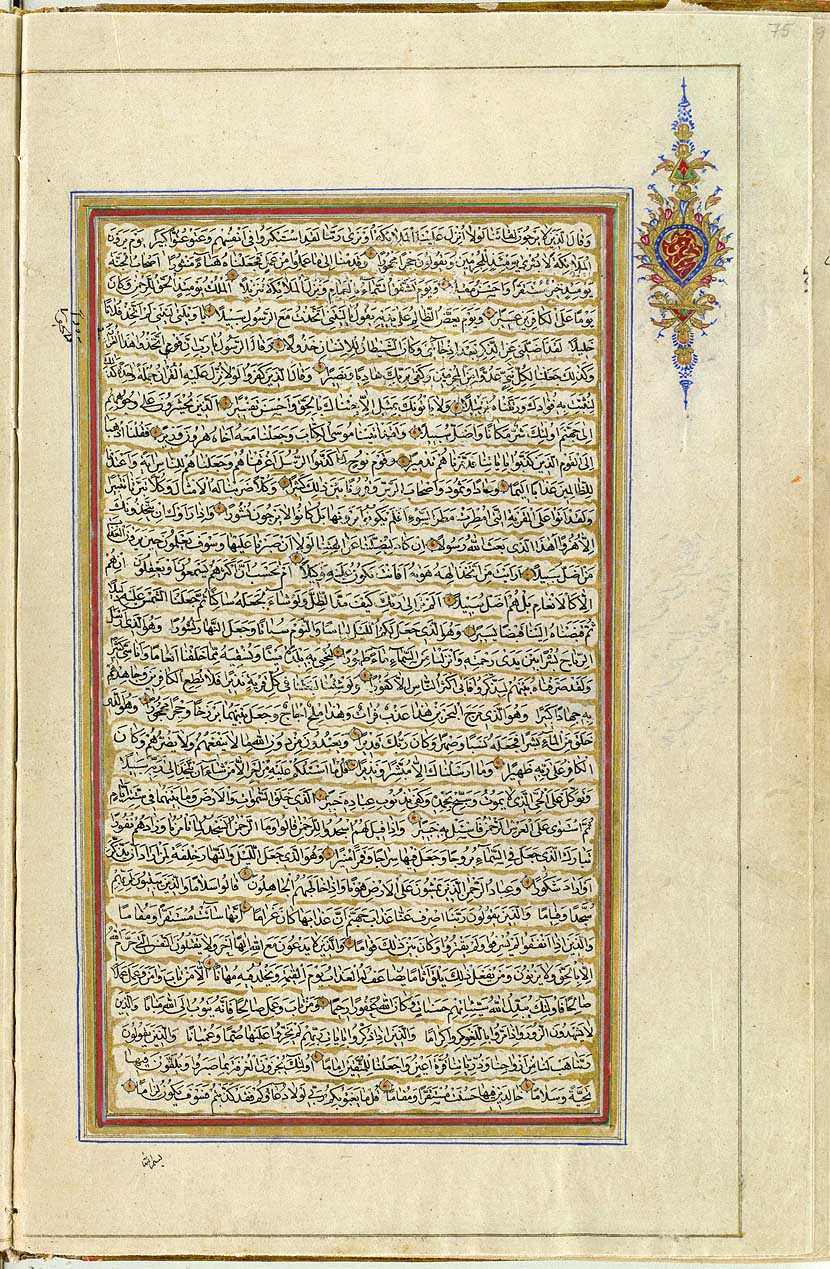